# Calophyllum hirasimum
Espèce
Statut de conservation UICN

 DD  : Données insuffisantes
Calophyllum hirasimum est une espèce de plantes de la famille des Clusiaceae, selon la classification classique, des Calophyllaceae, selon la classification phylogénétique.

## Publication originale
- Journal of the Arnold Arboretum 61: 603. 1980.